# Niszczyciele typu Yūgumo
Niszczyciele typu Yūgumo (jap. 夕雲 Yūgumo) – typ japońskich niszczycieli okresu II wojny światowej, składający się z 19 jednostek, nazwany tak od głównego okrętu "Yūgumo". Był to ostatni typ japońskich klasycznych niszczycieli okresu wojny. Wszystkie zostały zatopione podczas wojny.

## Historia
Duże niszczyciele typu Yūgumo zbudowano w ramach japońskich programów budowy okrętów z 1939 roku (11 jednostek - numery budowy 116-124 i 126-127) i 1941 roku (8 jednostek - nry 340-347). Stanowiły ulepszone rozwinięcie typu Kagerō – były nieznacznie większe i wykorzystywały nowe wieże dział uniwersalnych 127 mm, o większym kącie podniesienia luf 75°; zamiast 55°. Taka sama pozostała siłownia, a kadłub uległ jedynie niewielkiemu przedłużeniu w części rufowej. Z powodu braków surowców spowodowanych wojną, zrezygnowano z budowy dalszych zaplanowanych jednostek, kończąc serię na 19 zbudowanych okrętach (11 sierpnia 1943 anulowano zamówienia na 8 dalszych jednostek programu 1941, o numerach budowy 348-355 oraz na dalsze jednostki o numerach 5041-5048).
Niszczyciele typu Yūgumo były ostatnim typem japońskich niszczycieli "artyleryjskich" budowanych w serii podczas II wojny światowej – opracowany później wielki niszczyciel "Shimakaze" (numer budowy 125) pozostał jednostką eksperymentalną, a ostatni typ wielkich niszczycieli Akizuki stanowił już odmienny rodzaj okrętów, wyspecjalizowanych do walki z celami powietrznymi.
Budowę pierwszego okrętu "Yūgumo" rozpoczęto w czerwcu 1940, wodowano go w marcu 1941, a wszedł do służby w grudniu 1941. Sześć kolejnych okrętów weszło do służby w 1942, dziewięć w 1943 i trzy w 1944. W tradycyjnych publikacjach podaje się liczbę 20 zbudowanych okrętów typu, jednakże z nowszych badań wynika, że niszczyciel "Akigumo" (numer budowy 115) był w rzeczywistości ostatnim okrętem typu Kagerō. Nazwy okrętów, tradycyjne dla marynarki japońskiej, pochodziły od zjawisk przyrody: rodzajów chmur (~gumo), fal (~nami) i mrozu (~shimo). Nazwa głównego okrętu typu "Yūgumo" oznacza "wieczorne chmury".

## Opis konstrukcji
Niszczyciele typu Yūgumo miały typową architekturę dla japońskich niszczycieli; ich sylwetka była bardzo podobna do typu Kagerō. Kadłub miał podwyższony pokład dziobowy na niecałej 1/3 długości. Na pokładzie dziobowym znajdowała się jedna dwudziałowa wieża artylerii, a za nią krótka, wieżowa nadbudówka. Nadbudówka była trzykondygnacyjna, na jej górnym poziomie znajdowała się zakryta przeszklona sterówka i za nią stanowisko kierowania ogniem. W odróżnieniu od typu Kagerō, których sterówka na górnym piętrze nadbudówki nieco wystawała w przód, przednia ściana nadbudówki w typie Yūgumo była gładka, bardziej aerodynamiczna, lekko pochylona do tyłu. Charakterystycznym elementem dla japońskich niszczycieli były łodzie ratunkowe zawieszone po bokach nadbudówki dziobowej (usuwane w toku wojny). Dwie pozostałe wieże artylerii znajdowały się na pokładzie rufowym i niskiej nadbudówce rufowej, w dwóch poziomach. Kotły znajdowały się w dwóch kotłowniach, a turbiny parowe w jednym wspólnym przedziale (prosty układ liniowy siłowni, mniej odporny na uszkodzenia bojowe). Spaliny z kotłowni były odprowadzane przez dwa kominy, pomiędzy którymi była umieszczona na postumencie w osi podłużnej okrętu poczwórny aparat torpedowy; drugi aparat był umieszczony na pokładzie za drugim kominem, połączonym z niewielką nadbudówką. Za wyrzutniami znajdowały się pojemniki na torpedy zapasowe (dla pierwszej wyrzutni - po dwa po obu stronach drugiego komina, dla drugiej wyrzutni - cztery wkomponowane w lewą stronę nadbudówki rufowej).

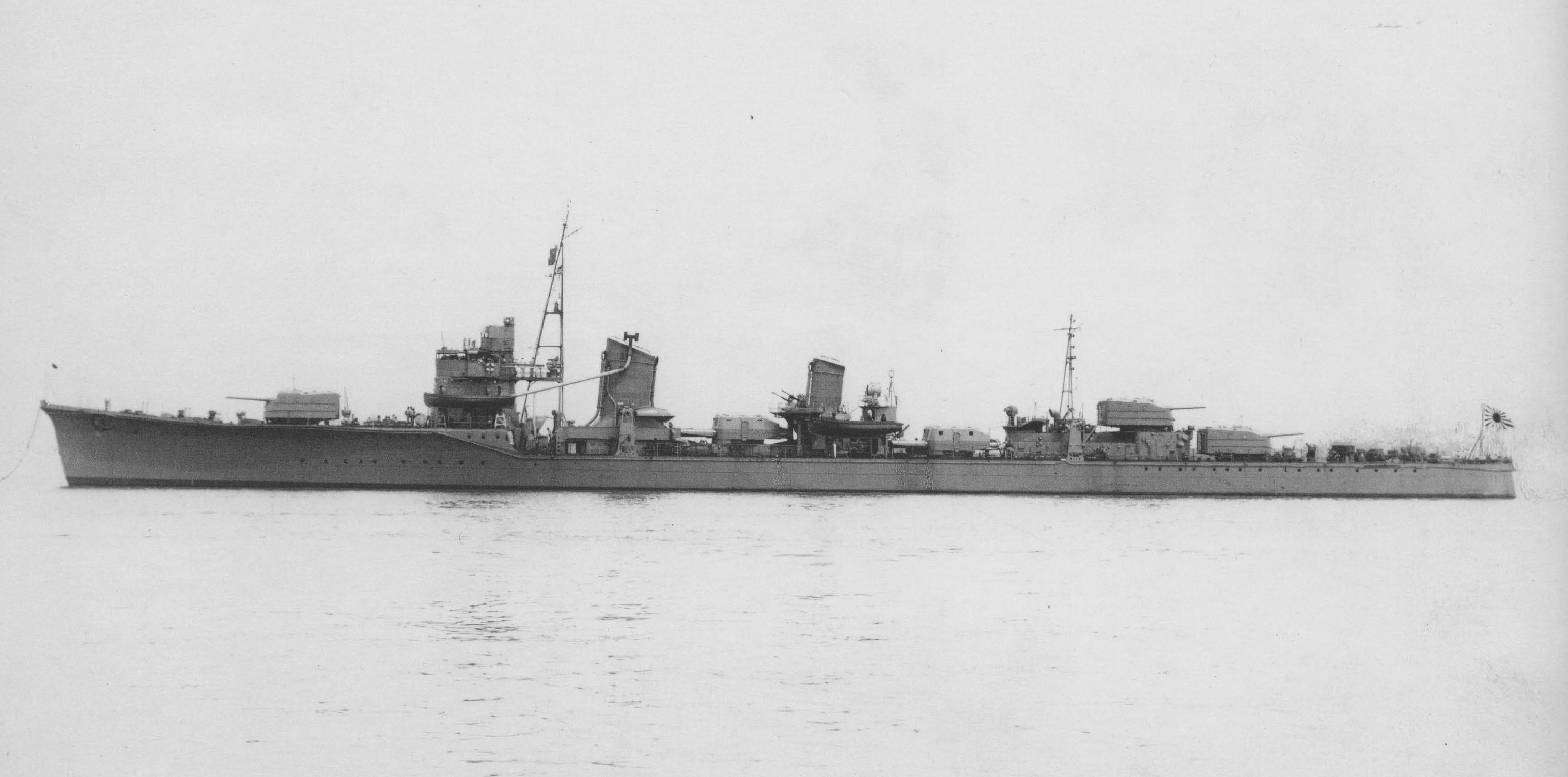
"Naganami" po ukończeniu w czerwcu 1942, jeszcze bez dodatkowej artylerii przeciwlotniczej

### Uzbrojenie
Niszczyciele typu Yūgumo, podobnie jak bezpośrednio je poprzedzające typy Kagerō i Asashio, miały silne uzbrojenie artyleryjskie i torpedowe, składające się w momencie wejścia do służby z 6 dział kaliber 127 mm i 8 wyrzutni torped z zapasem 16 torped, przy tym stosowane na japońskich niszczycielach torpedy Typ 93 kalibru 610 mm były znacznie potężniejsze od torped kalibru 533 mm, używanych powszechnie przez większość państw. W odróżnieniu od poprzedników ich działa artylerii głównej, w nowych wieżach typu "D", były uniwersalne - o kącie podniesienia 75°. Mogły one zwalczać samoloty na większych pułapach, aczkolwiek było to umiarkowanie skuteczne z uwagi na małą prędkość naprowadzania i ładowania. Typowe dla japońskich niszczycieli począwszy od "typu specjalnego" (Fubuki) rozmieszczenie dział w zamkniętych wieżach polepszało warunki obsługi.

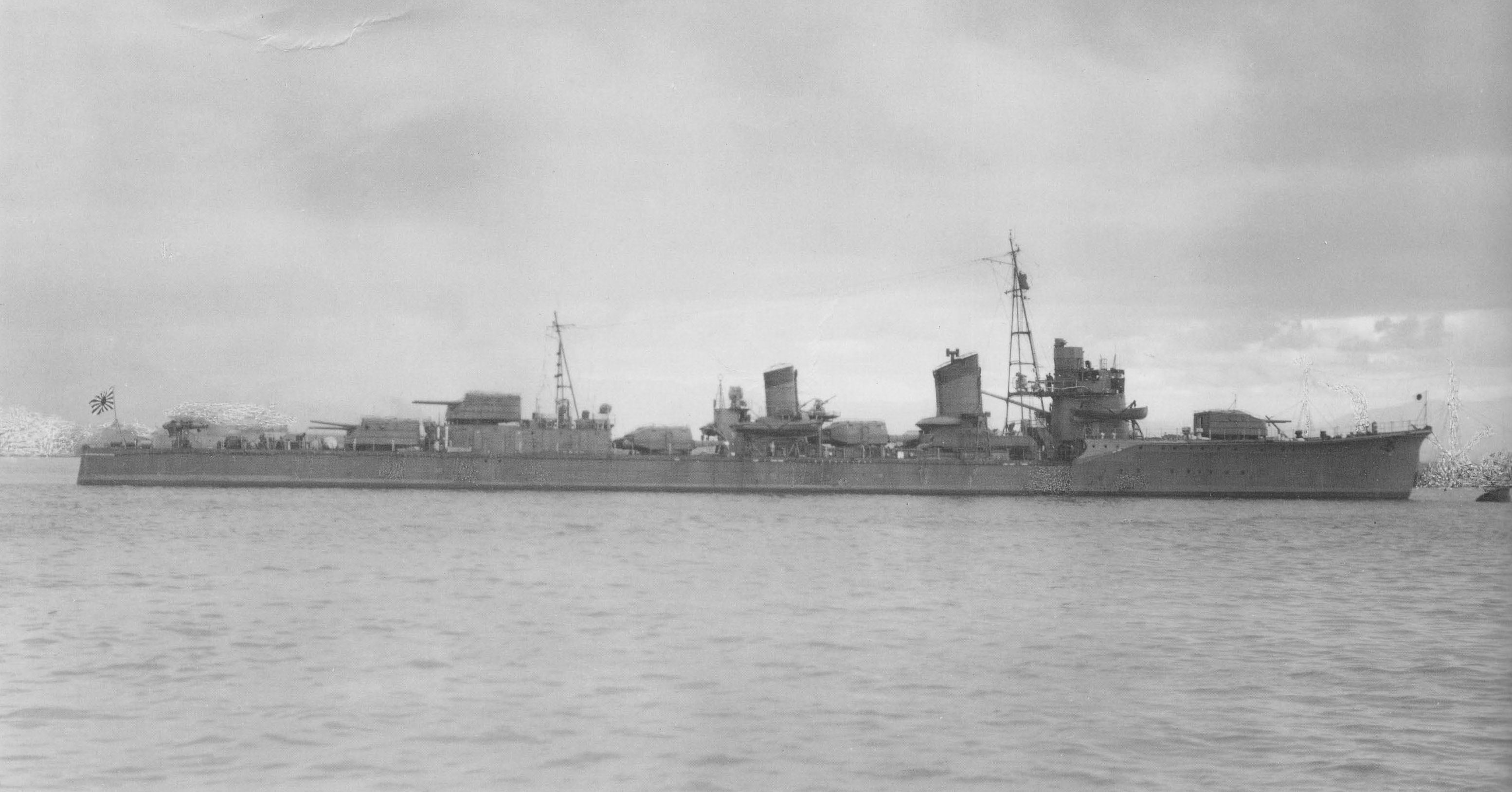
"Makigumo" wkrótce po wejściu do służby, z pierwotnym uzbrojeniem.

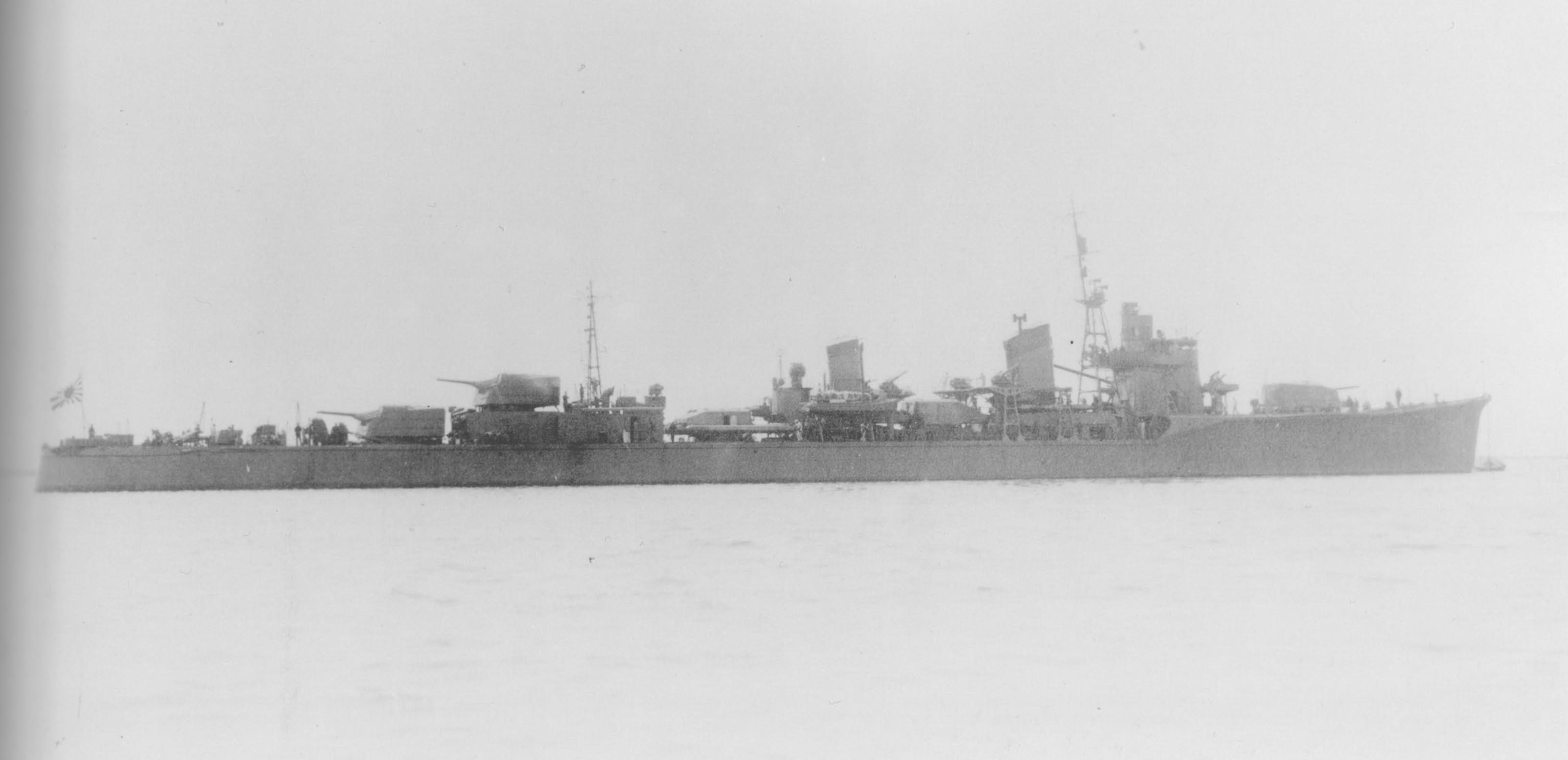
"Asashimo". W stosunku do zdjęcia powyżej widoczne są dodane działka plot przed nadbudówką i po bokach przedniego komina oraz radar Typ 22 na maszcie dziobowym.

Słabą stroną okrętów było lekkie uzbrojenie przeciwlotnicze, które początkowo stanowiły dwa podwójne działka automatyczne 25 mm Typ 96 po obu stronach drugiego komina. Po wybuchu wojny stało się ono niewystarczające wobec dominującej roli lotnictwa w wojnie na Pacyfiku i podlegało następnie w latach 1943-1944 wzmocnieniu. Od 1943 roku na okrętach już istniejących i nowo budowanych dodano podwójne działko 25 mm na platformie przed mostkiem. Następnie, w 1944 roku zamieniano dwie podwójne podstawy działek po obu stronach drugiego komina na potrójne i dodawano dwie dalsze na platformach po bokach pierwszego komina. Zwiększyło to liczbę działek plot do 14. W odróżnieniu jednak od wcześniejszych typów, wbrew informacjom w części publikacji, z okrętów typu Yūgumo nie demontowano drugiej wieży artylerii głównej. W połowie 1944 na ocalałych okrętach dodano 12 pojedynczych działek 25 mm i 4 wkm-y plot na pokładzie. W porównaniu z okrętami amerykańskimi, minusem jednak było stosowanie działek stosunkowo małego kalibru, o mniejszej skuteczności i o niskiej celności przeciwko szybko poruszającym się celom. W stosunku do poprzedniego typu od razu zwiększano zapas bomb głębinowych i liczbę miotaczy, mimo to uzbrojenie przeciw okrętom podwodnym i sprzęt do ich poszukiwania był ogólnie słabszą stroną japońskich niszczycieli. W toku wojny na części okrętów montowano radary Typu 22 (dwie anteny rogowe na platformie na zmodyfikowanym maszcie dziobowym) lub Typu 13 (pionowa antena na maszcie rufowym).

## Służba
Wraz z okrętami typu Kagerō, niszczyciele typu Yūgumo były podstawowymi japońskimi jednostkami tej klasy późniejszego okresu wojny. Brały udział w licznych operacjach floty japońskiej, zazwyczaj działając w zespołach z niszczycielami innych typów. Wszystkie zostały zatopione podczas wojny.
Pięć jednostek zostało zatopionych przez amerykańskie okręty nawodne, cztery przez okręty podwodne, dziewięć przez lotnictwo amerykańskie, jeden zatonął na minach. Jeden utracono w 1942, sześć w 1943, jedenaście w 1944 i jeden w 1945 roku. Jako ostatni utracono "Asashimo" 7 kwietnia 1945 podczas operacji Ten-Go.

## Okręty
| Nazwa            | Numer budowy | Położenie stępki, stocznia | Stocznia                     | Data wodowania | Wejście do służby | Los |
| ---------------- | ------------ | -------------------------- | ---------------------------- | -------------- | ----------------- | --- |
| Yūgumo (夕雲)    | 116          | 12. 06. 1940               | Stocznia Marynarki w Maizuru | 16. 03. 1941   | 05. 12. 1941      | zatopiony 7 października 1943 na północny zachód od wyspy Vella Lavella (Wyspy Salomona) przez amerykańskie niszczyciele USS "Chevalier" i "Selfridge".                                                                               |
| Makigumo (巻雲)  | 117          | 23. 12. 1940               | Stocznia Fujinagata w Osace  | 05. 11. 1941   | 14. 03. 1942      | uszkodzony 29 listopada 1942 w rejonie Wysp Salomona przez amerykańskie lotnictwo. 1 lutego 1943 ciężko uszkodzony na minie na południowy zachód od wyspy Savo koło Guadalcanalu (Wyspy Salomona), dobity przez niszczyciel "Yugumo". |
| Kazagumo (風雲)  | 118          | 23. 12. 1940               | Stocznia Uraga w Tokio       | 26. 09. 1941   | 28. 03. 1942      | zatopiony 8 czerwca 1944 koło Mindanao przez amerykański okręt podwodny USS "Hake". |
| Naganami (長波)  | 119          | 05. 04. 1941               | Stocznia Fujinagata w Osace  | 05. 03. 1942   | 30. 06. 1942      | ciężko uszkodzony 11 listopada 1943 w Rabaulu przez amerykańskie lotnictwo. Zatopiony 11 listopada 1944 w zatoce Ormoc na Filipinach przez amerykańskie lotnictwo pokładowe.                                                          |
| Makinami (巻波)  | 120          | 11. 04. 1941               | Stocznia Marynarki w Maizuru | 27 12. 1941    | 18. 08. 1942      | zatopiony 25 listopada 1943 koło Bougainville przez amerykańskie niszczyciele USS "Charles Ausburne", "Claxton", "Dyson" i "Spence" (wraz z "Onami").                                                                                 |
| Takanami (高波)  | 121          | 29. 05. 1941               | Stocznia Uraga w Tokio       | 16. 03. 1942   | 31. 08. 1942      | ciężko uszkodzony w bitwie pod Tassafarongą 30 listopada 1942 przez amerykańskie krążowniki ciężkie, zatonął 1 grudnia 1942 na południowy zachód od wyspy Savo koło Guadalcanalu (Wyspy Salomona).                                    |
| Ōnami (大波)     | 122          | 15. 11. 1941               | Stocznia Fujinagata w Osace  | 31. 08. 1942   | 29. 12. 1942      | zatopiony 25 listopada 1943 koło Bougainville przez amerykańskie niszczyciele USS "Charles Ausburne", "Claxton", "Dyson" i "Spence" (wraz z "Makinami").                                                                              |
| Kiyonami (清波)  | 123          | 15. 10. 1941               | Stocznia Uraga w Tokio       | 17. 08. 1942   | 25. 01. 1943      | zatopiony 20 lipca 1943 na północny zachód od Kolobangary (Wyspy Salomona) przez amerykańskie lotnictwo. |
| Tamanami (玉波)  | 124          | 16. 03. 1942               | Stocznia Fujinagata w Osace  | 20. 12. 1942   | 30. 04. 1943      | zatopiony 7 lipca 1944 koło Manili przez amerykański okręt podwodny USS "Mingo". |
| Suzunami (涼波)  | 126          | 27. 03. 1942               | Stocznia Uraga w Tokio       | 12. 03. 1943   | 27. 07. 1943      | zatopiony 11 listopada 1943 w Rabaulu przez amerykańskie lotnictwo pokładowe. |
| Fujinami (藤波)  | 127          | 25. 08. 1942               | Stocznia Fujinagata w Osace  | 20. 04. 1943   | 31. 07. 1943      | zatopiony 27 października 1944 podczas bitwy w zatoce Leyte na Morzu Sibuyan przez amerykańskie lotnictwo pokładowe. |
| Hayanami (早波)  | 340          | 15. 01. 1942               | Stocznia Marynarki w Maizuru | 19. 12. 1942   | 31. 07. 1943      | zatopiony 7 czerwca 1944 koło Borneo przez amerykański okręt podwodny USS "Harder". |
| Hamanami (濱波)  | 341          | 28. 04. 1942               | Stocznia Marynarki w Maizuru | 18. 04. 1943   | 15. 10. 1943      | zatopiony 11 listopada 1944 w zatoce Ormoc na Filipinach przez amerykańskie lotnictwo pokładowe. |
| Okinami (沖波)   | 342          | 15. 08. 1942               | Stocznia Marynarki w Maizuru | 18. 07. 1943   | 10. 12. 1943      | zatopiony 13 listopada 1944 w okolicy Manili przez amerykańskie lotnictwo pokładowe. |
| Kishinami (岸波) | 343          | 29. 08. 1942               | Stocznia Uraga w Tokio       | 19. 08. 1943   | 03. 12. 1943      | zatopiony 4 grudnia 1944 koło Manili przez amerykański okręt podwodny USS "Flasher". |
| Asashimo (朝霜)  | 344          | 21. 01. 1943               | Stocznia Fujinagata w Osace  | 18. 07. 1943   | 27. 11. 1943      | zatopiony 7 kwietnia 1945 na południowy zachód od Nagasaki przez amerykańskie lotnictwo pokładowe. |
| Hayashimo (早霜) | 345          | 20. 01. 1943               | Stocznia Marynarki w Maizuru | 20. 10. 1943   | 20. 02. 1944      | uszkodzony przez amerykańskie lotnictwo pokładowe 26 października 1944, wyrzucił się na mieliznę na brzegu wyspy Mindoro, 12 listopada 1944 porzucony przez załogę.                                                                   |
| Akishimo (秋霜)  | 346          | 03. 05. 1943               | Stocznia Fujinagata w Osace  | 05. 12. 1943   | 11. 03. 1944      | zatopiony 13 listopada 1944 w Cavite koło Manili przez amerykańskie lotnictwo pokładowe. |
| Kiyoshimo (清霜) | 347          | 16. 03. 1943               | Stocznia Uraga w Tokio       | 29. 02. 1944   | 15. 05. 1944      | uszkodzony 26 grudnia 1944 na południe od Manili przez amerykańskie lotnictwo, następnie zatopiony przez amerykański kuter torpedowy PT-223.                                                                                          |

## Dane techniczne
- wyporność:
  - standardowa: 2077 t
  - pełna: ok. 2650 t
- wymiary:
  - długość całkowita: 119,2 m
  - długość na linii wodnej: 117 m
  - szerokość: 10,8 m
  - zanurzenie: 3,8 m
- napęd: 2 turbiny parowe o mocy łącznej 52 000 KM, 3 kotły parowe (ciśnienie pary 30 at), 2 śruby
- prędkość maksymalna: 35 w.
- zasięg: 5000 mil morskich przy prędkości 18 w.
- zapas paliwa: 500 t.
- załoga: 228

Uzbrojenie i wyposażenie: 
- na wczesnych okrętach (do 1943):
  - 6 dział 127 mm Typ 3 w wieżach dwudziałowych typu "D" (3xII).
    - długość lufy – L/50 kalibrów, kąt podniesienia -7°+75°, masa pocisku 23 kg, donośność 18 380 m w poziomie, 12 200 m w pionie, prędkość wylotowa 915 m/s, szybkostrzelność 5-10 strz/min[4]

  - 4 działka przeciwlotnicze 25 mm Typ 96 (2xII)
  - 8 wyrzutni torpedowych 610 mm (2xIV, 16 torped Typ 93)
  - 4 miotacze bomb głębinowych (36 bomb głębinowych)

- na późnych i modernizowanych okrętach (od 1944):
  - 6 dział 127 mm (3xII)
  - 14-26 działek przeciwlotniczych 25 mm Typ 96 (4xIII, 1xII, 0-12xI)
  - 4 wkm plot 13,2 mm
  - 8 wyrzutni torpedowych 610 mm (2xIV) (12 torped)
  - 4 miotacze bomb głębinowych (36 bomb głębinowych)